# وات سی خوم خام
وات سی خوم خام (تایلندی: วัดศรีโคมคำ) یک معبد بودایی (وت) می‌باشد که در شهر فایائو، در کشور تایلند واقع است. بزرگترین مجسمه بودای تایلند از دوران چیانگ ساون در این معبد قرار دارد. وات سی خوم خام در ساحل دریاچه فایائو قرار دارد.

## تاریخه
ساخت ینا به قرن دوازده میلادی بر می‌گردد اما ساختار فعلی در سال ۱۹۲۳ تکمیل شده‌است. مجسمه بزرگ بودا بین سالهای ۱۴۹۱ تا ۱۵۲۴ میلادی ساخته شده‌است.

## معماری و هنر
ویهارای معبد ۱۶ متر (۵۲ فوت) بلندی، ۱۴ متر (۴۶ فوت) پهنای مجسمه بودا است (Phra Chao Ton Luang) به سبک معماری محلی مربوط به قرنهای ۱۵ و ۱۶ ایجاد شده‌است. در اطراف آن ۳۸ سر بودا قرار دارد که برخی از آنها در ماسه سنگ صورتی محلی (فایائو) قرار گرفته که قدمت آنها به قرن چهاردهم می‌رسد.
یکی دیگر از معابد wihan که دربالای دریاچه ساخته شده‌است. میزبان نقاشی‌های دیواری هنرمند تایلندی، آنکارن کالایانپونگ است. این نقاشی‌های دیواری به سبک لانا با برخی از ویژگی‌های معاصر کار شده‌است.

## اسطوره‌شناسی
افسانه‌ای می‌گوید که محل معبد وات سی خوم خام توسط خود بودا انتخاب شده‌است. در حالی که به دنبال پناهندگی از خورشید بود، پرنده‌ای بذری را کاشت و درختی به‌طور معجزه‌آسایی در این نقطه رشد کرد.